# Mars 1755
Cette page présente les faits marquants du mois de mars 1755.

## Événements
- Mars : offensive chinoise contre le Khanat dzoungar[1].